# Waterfront (film, 1950)
Pour les articles homonymes, voir Waterfront.
Pour plus de détails, voir Fiche technique et Distribution.
Waterfront ou Sa dernière escale est un film britannique réalisé par Michael Anderson et sorti en 1950.

## Synopsis
Un marin abandonne sa famille dans les bidonvilles de Liverpool. Il revient après plusieurs années, causant des tensions familiales.

## Fiche technique
- Réalisation : Michael Anderson
- Scénario : Paul Soskin et John Brophy (d'après son roman publié en 1934)
- Producteur : Paul Soskin
- Musique : Franz Liszt
- Pays d'origine :  Royaume-Uni
- Lieu de tournage : Liverpool
- Genre : Drame
- Durée : 74 minutes (version États-Unis); 80 minutes (version originale)
- Date de sortie : 
  - Royaume-Uni : 26 juillet 1950

## Distribution
- Robert Newton : Peter McCabe
- Kathleen Harrison : Mme McCabe
- Avis Scott : Nora McCabe
- Susan Shaw : Connie McCabe
- Robin Netscher : George Alexander McCabe
- Richard Burton : Ben Satterthwaite
- Kenneth Griffith : Maurice Bruno
- Olive Sloane : Mme Gibson
- James Hayter : Capitaine
- Charles Victor : Bill
- Michael Brennan : Ingénieur
- Allan Jeayes : Officier
- Hattie Jacques : Chanteuse
- Duncan Lamont (non-crédité) : 3e mécanicien du navire